# Potentilla cristae
Potentilla cristae är en rosväxtart som beskrevs av W.J. Ferlatte och J.L. Strother. Potentilla cristae ingår i Fingerörtssläktet som ingår i familjen rosväxter. Inga underarter finns listade i Catalogue of Life.

## Bildgalleri

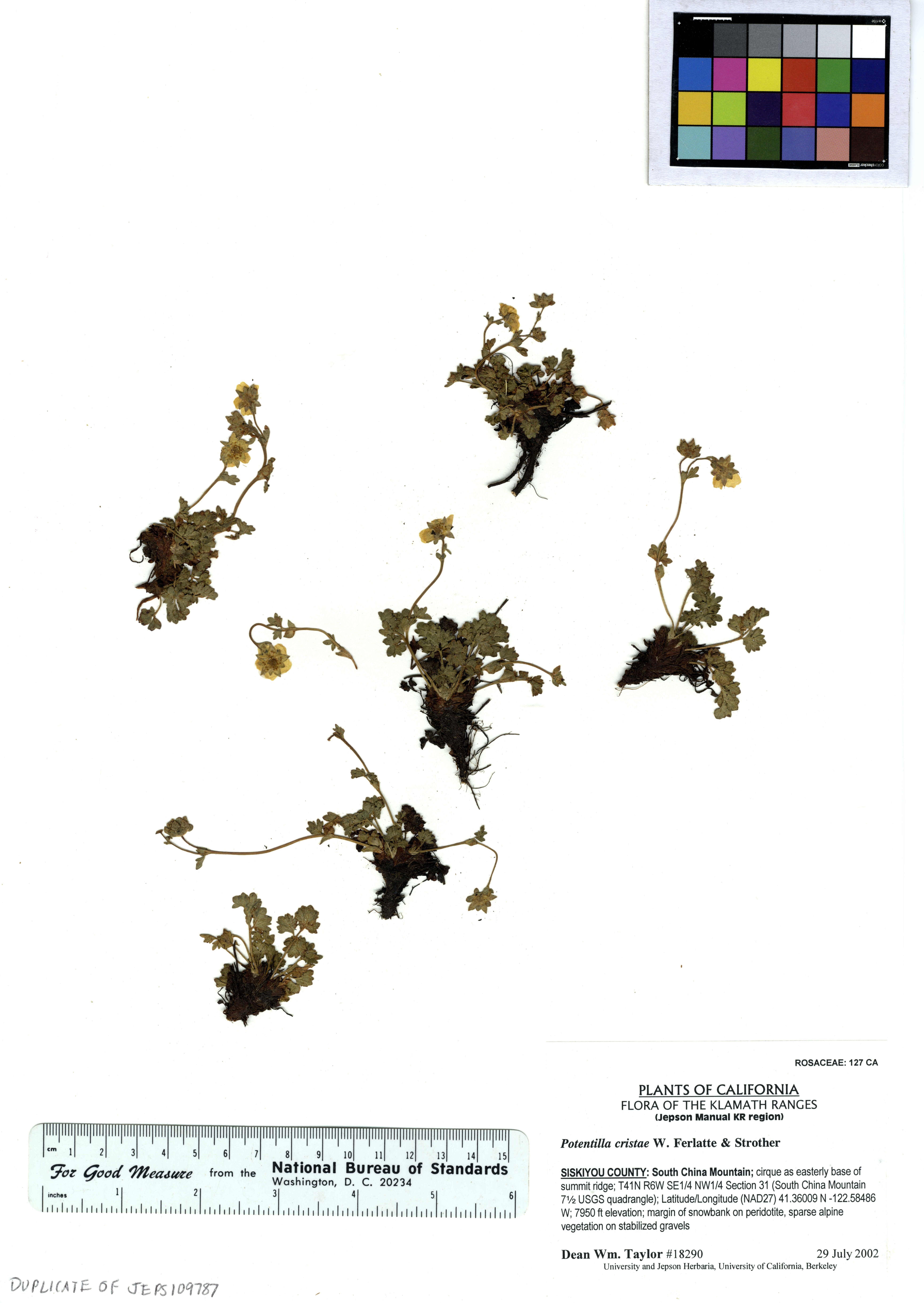
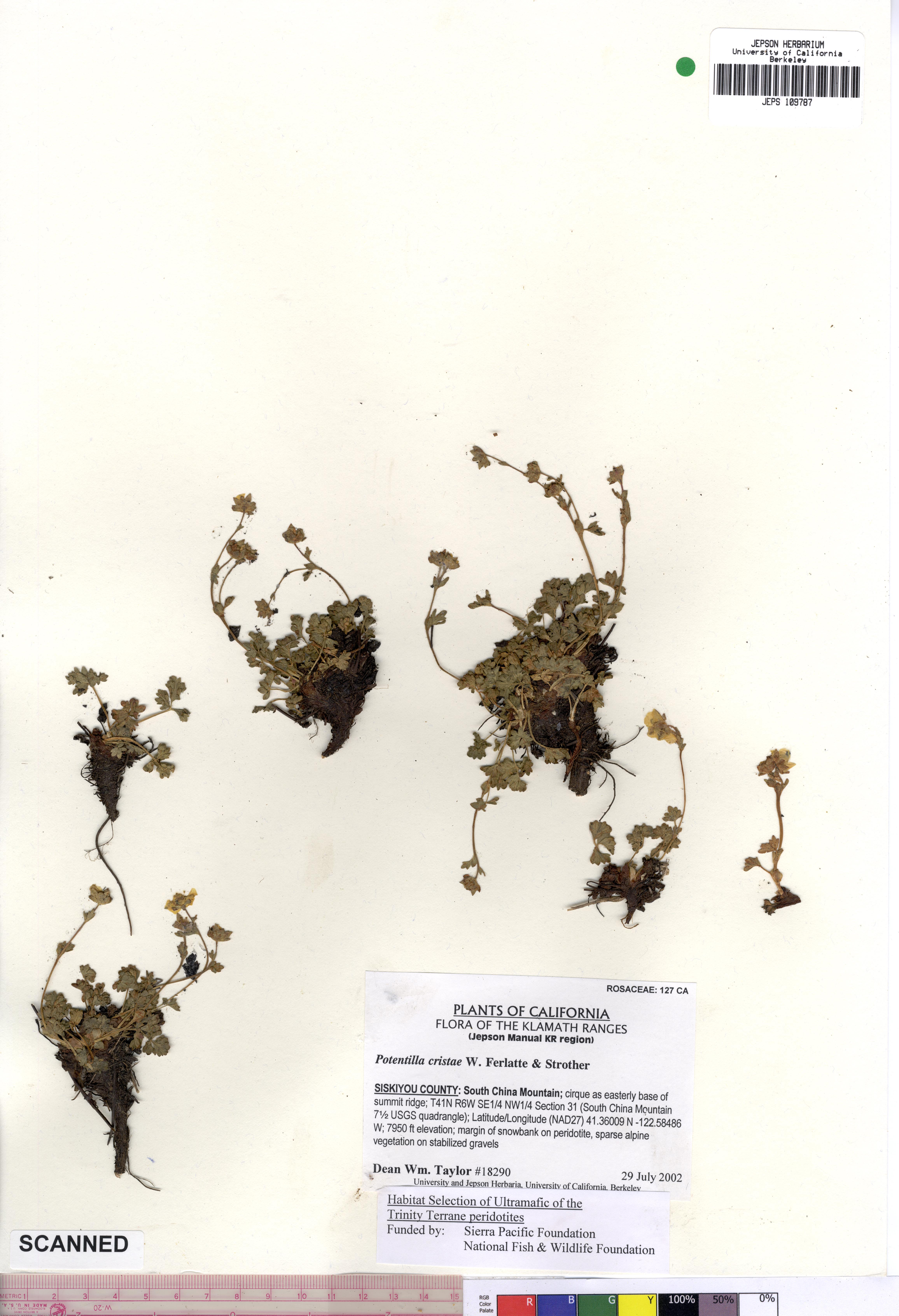